# John Carpenter
För andra betydelser, se John Carpenter (olika betydelser).
John Howard Carpenter, född 16 januari 1948 i Carthage i delstaten New York, är en amerikansk filmregissör, manusförfattare, filmproducent och kompositör.

## Biografi
John Carpenter är utbildad på Western Kentucky University och filmskolan på University of Southern California i Los Angeles. Under tiden på USC gjorde han den Oscarsbelönade kortfilmen The Resurrection of Bronco Billy (1970) och kultklassikern Dark Star (1974). Han verkar främst inom skräckfilmsgenren.
Ett kännetecken för hans filmer är att han oftast själv gör filmmusiken, och då rör det sig om en synthbaserad musik. Andra kännetecken är att han ofta gör referenser till klassiska westernfilmer, sätter sitt eget namn framför filmtiteln ("John Carpenter's") och han låter ofta sina manliga huvudpersoner vara antihjältar.
1979–1984 var Carpenter gift med skådespelaren Adrienne Barbeau, som medverkade i flera av hans filmer. Från 1990 är han gift med Sandy King.

## Filmografi (i urval)
| År        | Filmtitel                                   | Manus- författare | Regissör | Kompositör | Producent |
| --------- | ------------------------------------------- | ----------------- | -------- | ---------- | --------- |
| 1970      | The Resurrection of Bronco Billy (kortfilm) | Ja                |          | Ja         |           |
| 1974      | Dark Star                                   | Ja                | Ja       | Ja         | Ja        |
| 1976      | Attack mot polisstation 13                  | Ja                | Ja       | Ja         |           |
| 1978      | Alla helgons blodiga natt                   | Ja                | Ja       | Ja         |           |
| 1980      | Dimman                                      | Ja                | Ja       | Ja         |           |
| 1981      | Flykten från New York                       | Ja                | Ja       | Ja         |           |
| 1981      | Alla helgons blodiga natt 2                 | Ja                |          | Ja         | Ja        |
| 1982      | The Thing                                   |                   | Ja       |            |           |
| 1982      | Alla helgons blodiga natt 3                 |                   |          | Ja         | Ja        |
| 1983      | Christine                                   |                   | Ja       | Ja         |           |
| 1984      | Starman                                     |                   | Ja       |            |           |
| 1986      | Big Trouble in Little China                 |                   | Ja       | Ja         |           |
| 1987      | Mörkrets furste                             | Ja                | Ja       | Ja         |           |
| 1988      | They Live                                   | Ja                | Ja       | Ja         |           |
| 1992      | Den osynlige mannen                         |                   | Ja       |            |           |
| 1995      | I skräckens skugga                          |                   | Ja       | Ja         |           |
| 1995      | Ondskans barn                               |                   | Ja       | Ja         |           |
| 1996      | Flykten från L.A.                           | Ja                | Ja       | Ja         |           |
| 1998      | Vampires                                    |                   | Ja       | Ja         |           |
| 2001      | Ghosts of Mars                              | Ja                | Ja       | Ja         |           |
| 2005–2006 | Masters of Horror (TV-serie, två avsnitt)   |                   | Ja       |            |           |
| 2010      | The Ward                                    |                   | Ja       |            |           |
| 2018      | Halloween                                   |                   |          | Ja         |           |
| 2021      | Halloween Kills                             |                   |          | Ja         |           |
| 2022      | Eldfödd                                     |                   |          | Ja         |           |
| 2022      | Halloween Ends                              |                   |          | Ja         |           |